# Gated Community

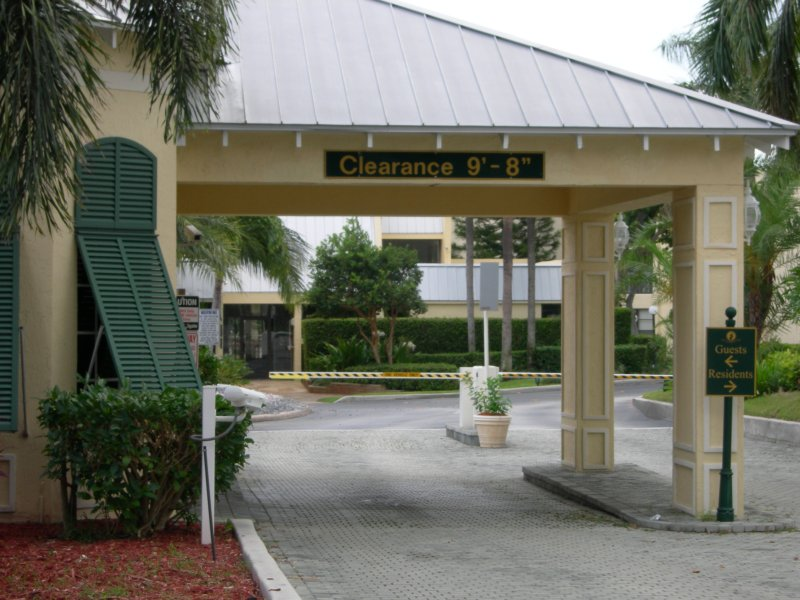
Zufahrt zu einer geschlossenen Wohnanlage (Boca Bayou condominiums in Boca Raton, Florida)

Eine Gated Community (englisch für bewachte oder geschlossene Wohnanlage) ist ein geschlossener Wohnkomplex mit verschiedenen Arten von Zugangsbeschränkungen. Die Größe von Gated Communities variiert von einzelnen bewachten Appartementblöcken bis hin zu großflächigen Siedlungen mit über 100.000 Einwohnern mit eigener Infrastruktur wie Einkaufsmöglichkeiten, Gemeinschaftseinrichtungen, eigenen Schulen und Krankenhäusern und sogar eigenen Bürozentren und Arbeitsstätten. Seit den 1970er Jahren ist die Anzahl der geschlossenen Wohngegenden kontinuierlich gestiegen, vor allem in den Ballungszentren Nord- und Südamerikas. Auch in Asien und Europa gibt es diese Art von Wohnform.

## Geschichte
Ab dem 19. Jahrhundert zogen sich wohlhabende Personen in private Wohnanlagen zurück, um sich vor den Auswirkungen der Industrialisierung zu schützen. Schon 1857 entstand in New Jersey eine der ersten Gated Communities, der Llewellyn Park. Dieser besteht aus Villen, einem künstlich angelegten Teich und verfügt über 13 ha Land. Die Privatsiedlung mit überwachter Toreinfahrt ist ein Vorbild für die Entstehung weiterer privater Wohngegenden, die zunächst von wohlhabenden Bürgern bewohnt wurden.
Auch in Paris entstanden ab Mitte des 19. Jahrhunderts privat erschlossene, gemeinschaftlich verwaltete und geschlossene Wohnviertel. Herausragendes Beispiel ist die „Villa Montmorency“. Dennoch sind Gated Communities über längere Zeit hinweg in erster Linie ein amerikanisches Phänomen der Sun-Belt-Staaten wie Arizona, Kalifornien oder Florida sowie der Ballungsräume von New York City und Chicago geblieben. Sie dienten oftmals als Zweitwohnsitz und wurden überwiegend von Rentnern in Anspruch genommen.

Der eigentliche Boom begann ungefähr 1970, jetzt waren Gated Communities nicht nur der privilegierten Bevölkerung vorbehalten, auch die unvermögenden Bürger konnten sich ein Leben in privaten Wohnsiedlungen leisten. Dies wiederum führte bei der Oberschicht zu dem Wunsch nach noch exklusiveren Angeboten innerhalb der Gated Communities, wie Golfplätzen.

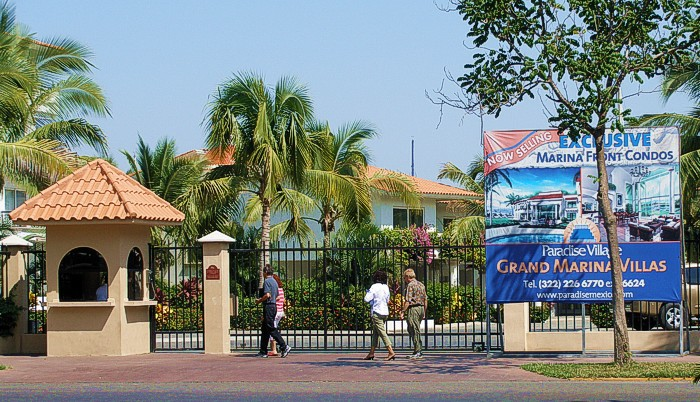
Der Eingang der bewachten Wohnanlage Paradise Village Grand Marina Villas im Paradise Village Resort, Nuevo Vallarta, Nayarit, Mexiko.

### Verbreitung
Eine Erhebung im Jahr 2000 ergab, dass es in den USA mittlerweile knapp über 20.000 Gated Communities für insgesamt mehr als neun Millionen Einwohner gibt. Daraus ergibt sich, dass 3,2 % der Gesamtbevölkerung der USA in Gated Communities leben. Darüber hinaus gibt es noch andere Wohnanlagen, die zwar nicht durch ein Tor geschützt sind, aber über andere Sicherheitsmaßnahmen verfügen. Daraus geht hervor, dass über 20 Millionen US-Amerikaner in Siedlungen mit besonderen Sicherheitsmaßnahmen leben.

### Gründe für die Verbreitung
Es gibt verschiedene Gründe und Motivationen der Menschen, in Gated Communities zu wohnen. In Gated Communities zu leben bedeutet auch gleichzeitig einen Rückzug aus der gewohnten und städtischen Umgebung, der mit Veränderungen der eigenen Lebensweise einhergeht. Es handelt sich dabei um folgende, häufige Motive:
- die Angst vor Kriminalität (Schutz durch Mauern, Sicherheitspersonal, Überwachungsmaßnahmen)
- Abgrenzungsbedürfnisse bspw. vor anderen Gesellschaftsschichten
- die Unzufriedenheit mit öffentlichen Dienstleistungen
- die Möglichkeit der Mitgestaltung und Mitwirkung der eigenen Wohnsiedlung
- Verlangen nach Ruhe, Naturnähe, Privatsphäre und sozialer, kultureller Homogenität (verkehrsarme Planung der Straßen)
- der hohe Status von Bewohnern dieser Viertel in der übrigen Stadt (hohes Soziales Kapital)

## Typologien
Aufgrund des unterschiedlichen Grades ihrer Abgrenzung, der Art der eingesetzten Sicherheitsmaßnahmen sowie ihrer Bewohnerschaft samt ihren Einzugsmotiven sind in der Literatur verschiedene Typologien der Gated Communities herausgebildet. Diese lassen sich dahingehend unterschiedlich kategorisieren.

### Nach Sicherheit und Abgrenzung
Nach Sicherheit und Abgrenzung werden Gated Communities in drei verschiedene Kategorien unterteilt:

#### Neu entstehende private Gated Communities
Neu entstehende private Gated Communities befinden sich vor allem in Vororten und werden von Angehörigen der unteren Mittelschicht bis hin zur Oberschicht bewohnt. Sie sind dadurch gekennzeichnet, dass ihr Aufbau von Anfang an streng geplant ist, damit ein einheitliches Bild entsteht. Bei neu geplanten Gated Communities wird das Wohnviertel durch eine Mauer oder einen Zaun abgegrenzt. In größeren Einheiten können die Bewohner zahlreiche Alltagsaktivitäten verrichten; es gibt Einkaufsmöglichkeiten, Kindergärten u. ä. In kleineren Anlagen sind diese Möglichkeiten eng begrenzt; oft gibt es nur eine kleine Gartenanlage als einzige Gemeinschaftseinrichtung. Die Bewachung wird oft von privaten Wachdiensten übernommen.

#### Nachträglich geschlossene Nachbarschaften
Im Gegensatz zu neu entstehenden privaten Gated Communities werden nachträglich geschlossene Nachbarschaften nicht auf Initiative von Bauträgern entwickelt, sondern schon bestehende Wohnviertel werden nachträglich auf Wunsch der Bewohner umzäunt. Diese Gated Communities liegen oft mitten in einer Stadt, was Schwierigkeiten mit sich bringt, da beispielsweise Durchfahrtsstraßen eine komplette Abriegelung verhindern können.

#### Doorman- oder Concierge-Gebäude
Bei Doorman- oder auch Concierge-Gebäuden handelt es sich, anders als bei Gated Communities, ausschließlich um ein Gebäude, in dem mehrere Mietparteien wohnen. In dieses Gebäude gelangen nur die Bewohner oder auch Gäste, die vorher von dem jeweiligen Bewohner angemeldet worden sind. Außerdem gibt es in manchen Fällen Gesichts- und Ausweiskontrollen. Die Zugangsüberwachungen können unterschiedlich ausgeführt werden. Die Installation von Kameras oder die Einstellung von so genannten Doormen oder Concierge als Torwächter wären möglich.

### Nach ihrer Bewohnerschaft und Einzugsmotiven
Edward Blakely und Mary Snyder machen ihre Typologien von Gated Communities an den in den USA existierenden Communitys fest und unterteilen diese in drei idealtypische Kategorien, die sich alle aus verschiedenen Gründen bilden und unterschiedliche Zugangsbedingungen besitzen. Jedoch ist nicht auszuschließen, dass in der Realität auch Überschneidungen zwischen den Kategorien vorzufinden sind. Als Bedingung aller Gated Communities müssen eine (sichtbare) Abgeschlossenheit gegenüber Nichtmitgliedern, eine eigenständige (Versorgungs-)Infrastruktur und das Bestehen einer Gemeinschaft mit gewissen Regeln gegeben sein.
Eine Sonderform stellt das Demenzdorf dar, das nach außen hin abgegrenzt wird, um die teilweise orientierungslosen Bewohner am Verlassen ihres Wohngebiets zu hindern.

#### Lifestyle Communities (Lebensstil-Gemeinschaften)
In diesen Communitys finden sich Personen nach ihren Interessen bzw. ihrer Lebenseinstellung zusammen, um dort unter Gleichgesinnten, abgegrenzt von anderen, zu leben und Freizeitmöglichkeiten gemeinsam und exklusiv zu nutzen.
Es gibt drei Arten von Lifestyle-Communitys:
- Retirement Communities werden in der Regel von Personen der Mittel- und der gehobenen Mittelklasse bewohnt, die das Rentenalter bereits erreicht haben, da ein bestimmtes Alter in diesen Gemeinschaften meist als Voraussetzung für einen Einzug gilt. In nicht wenigen Fällen werden die Häuser anfangs lediglich als Zweitwohnsitze genutzt und nur in den Wintermonaten genutzt, die dort ebenfalls mit angenehmen Temperaturen aufwarten.

- Golf and Leisure Communities lassen Menschen der Oberschicht zusammenkommen, die abgegrenzt von anderen in einem elitären Kreis wohnen möchten. Gemeinsames Interesse, beispielsweise am Golf- oder Tennissport, spielt zudem eine wichtige Rolle in diesen Gemeinschaften und wird in vielen Fällen durch Mitgliedschaften in den verschiedenen Clubs unterstrichen.

- Suburban New Town Communities sind die modernste Form der Lifestyle-Communitys. Es handelt sich hierbei um riesige, oft mehrere tausend Wohneinheiten umfassende Gemeinschaften, die allerdings nicht von vornherein als solche gedacht waren, sondern erst nachträglich geschlossen wurden und darum neben Wohngebiet auch gewerbliche Flächen mit einschließen können. Die Zusammenschlüsse resultieren oft aus Unzufriedenheit mit der städtischen Versorgung, wie z. B. der Müllabfuhr, die dann in der Community von den Mitgliedern selbst geregelt wird und das Gebiet quasi zu einer völlig autonomen Vorstadt-Gemeinschaft werden lässt. Diese Art von Community ist häufig in den so genannten Sunbelt-Staaten der USA zu finden, die sich von Kalifornien durch den kompletten Süden bis nach Florida ziehen.

#### Security Zone Communities
Die Motivation von Personen, sich in diesen Communitys zusammenzuschließen, wird hauptsächlich durch Angst vor Kriminalität sowie ein mitunter als unerträglich empfundenes Verkehrsaufkommen in ihrer Umwelt geleitet. Das Sicherheitsbedürfnis überwiegt für die Bewohner dieser Communitys als primäre Motivation und spiegelt sich in der Planung sowie Umsetzung wider. Der Zugang zu diesen Communitys wird stark reglementiert und durch privates Wachpersonal sowie diverse Überwachungs- und Sicherheitsvorrichtungen (Zäune, Sicherheitstore, Bewegungsmelder etc.) für Nichtmitglieder so gut wie unmöglich gemacht.

#### Prestige Communities
Diese Communitys bilden einige der sich am schnellsten verbreitenden Gated-Communitys-Formen. Vor allem die Stabilität der sozialen und wirtschaftlichen Umwelt sowie das Bieten von Luxus sind hier wichtig. Die Abgrenzung von der Außenwelt und die Privatisierung staatlicher Dienstleistungen sind vorhanden, stehen jedoch im Hintergrund. Es besteht folgende Unterscheidung von Typen:
- Rich-and-famous-Communities waren die ersten Wohngegenden dieser Art in den Vereinigten Staaten. Sie dienen als Rückzugsort für Prominente und Reiche. Sie sind durch Sicherheitsanlagen und Wachpersonal geschützt. Oft werden sie sogar versteckt angelegt, um dem Interesse der Öffentlichkeit ganz zu entgehen.

- Top-Fifth-Communities wurden für Bewohner von weniger exklusivem Status entworfen. Sie bieten diesen dennoch Prestigegüter wie prunkvolle Parkanlagen und sogar künstliche Strände an. Auch hier ist der Zugang stark beschränkt und wird stets bewacht.

- Executive-Communities sind die Bürgerliche-Mittelstand-Version dieser Community-Form. Sie sind mit weit weniger Mitteln ausgestattet, bieten ihren Bewohnern dennoch das Gefühl von Luxus und einem prestigeträchtigen Stand in der Gesellschaft. Innerhalb der Community werden Gleichheit, Ordnung und Sicherheit als Sinnbild für Stabilität wahrgenommen. Diese Form von Community taucht in den Vereinigten Staaten immer häufiger auf.

## Struktur, Verwaltung und Organisation
Viele Gated Communities haben eine besondere Art der Verwaltung, die durch die Homeowners Associations (HOA) ausgeführt wird. Sie besitzen neben den Grundstücken auch Teile der Straßen, Gehwege und gegebenenfalls Tore. Ihr Hauptziel ist es, den Wert ihrer Grundstücke zu erhalten.
Dazu dienen ihnen die CC&Rs (Covenants, Conditions & Restrictions), die einen Teil des Mietvertrages darstellen und vielzählige Anforderungen an die Bewohner stellen. Dazu gehört neben der Gestaltung des Grundstückes, z. B. Art der Pflanzen oder Höhe der Hecke, auch die Einrichtung im Haus selbst. So soll unter anderem darauf geachtet werden, in welcher Farbe die Fassade gestrichen wird, welche Art von Gardinen vor den Fenstern hängen und welche Möbel von außen sichtbar sind. Bei einem Verstoß gegen die CC&Rs wird der Mieter verwarnt. Sollte er sich wiederholt nicht an die Richtlinien halten, kann eine Klage folgen.
Die HOAs bieten darüber hinaus oftmals gemeinschaftliche Dienstleistungen an, die sonst zumeist durch staatliche bzw. kommunale Stellen erbracht werden. Sie kümmern sich z. B. um die Müllabfuhr, die Kanalisation und die Reparatur von Straßen. Die Kosten dafür werden meist den Mietern zur Last gelegt. Über die Entscheidungen der HOAs können die Mieter mitbestimmen, jedoch meist mit einer Art Zensuswahlrecht: die Anzahl der Stimmen richtet sich hauptsächlich nach dem Wert des Besitzes.
Anfang der 1960er Jahre gab es ca. 500 HOAs, 1970 waren es 10.000, 1980 55.000 und um 2000 betrug ihre Anzahl 205.000, von denen über die Hälfte zusammenhängende private Wohnanlagen vertreten.

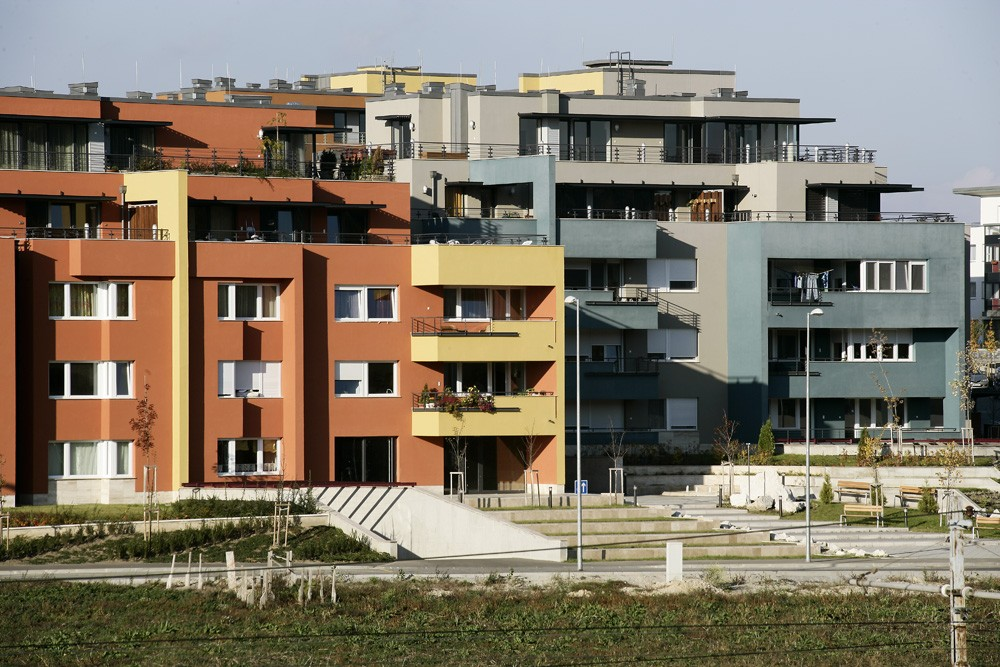
Heineken Park, Budapest, XI. Kreis.

## Beispiele

### Aus den Vereinigten Staaten
Über 40 % der planmäßigen Siedlungskomplexe im Westen, Süden und Südosten der Vereinigten Staaten sind Gated Communities. Nach Blakely & Snyder haben sich bereits sechs Gated Communities als vollständig unabhängige Gemeinden etabliert, darunter Canyon Lake (Stadt, Kalifornien) mit 14.000 Einwohnern. Schöps hat für Südtexas nachgewiesen, dass die Verbreitung von Gated Communities durch wirtschaftliche Prosperität und Bevölkerungszunahme verstärkt werden kann und die Siedlungsstruktur ganzer Metropolregionen dabei binnen kürzester Zeit grundlegend verändert wird. Mit der Zunahme von umschlossenen Wohnkomplexen kommt es zu nachhaltig negativen Effekten auf die sozialen Interaktionspotenziale der Be- und Anwohner und zu damit verbundenen massiven sozialen Desintegrationsprozessen bis hin zum vollständigen Ausschluss der offenen Stadt von der Lebenswelt der Bewohner der Gated Communities.
Auch Hidden Hills (unweit von Los Angeles) zählt zu den Orten mit geschlossenen Wohnanlagen.

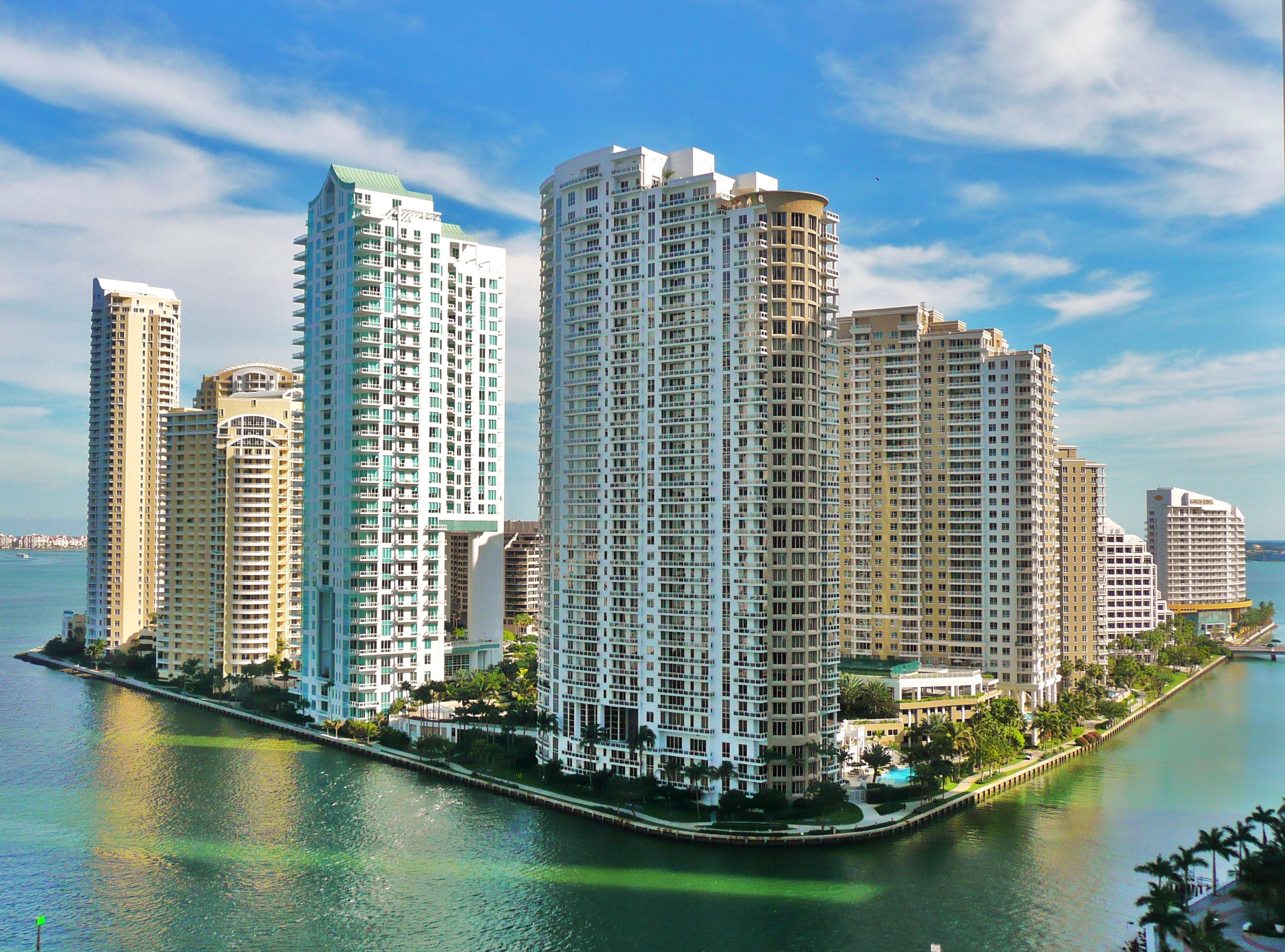
Brickell Key in Miami, nur über eine Brücke erreichbar

#### Desert Mountain (Vereinigte Staaten)
Ein Beispiel für eine Gated Community in den Vereinigten Staaten ist der Desert Mountain Wohnpark (Scottsdale, Arizona). Dieser verfügt über 29 kleinere Dörfer und ist auf ca. 3200 Hektar verteilt. Davon sind 800 Hektar im Tonto National Forest. Die komplette Anlage ist radarüberwacht und somit unter ständiger Kontrolle. Diese bietet unter anderem fünf Golf- und 17 Tennisplätze, drei Clubhäuser und andere luxuriöse Möglichkeiten, die die Wohnanlage einzigartig machen. Insgesamt sind ca. 600 Bedienstete dort eingestellt. Der Preis für einen Wohnkomplex variiert zwischen 1,25 und 8,7 Mio. US-Dollar.

### Aus Deutschland

#### Arcadia

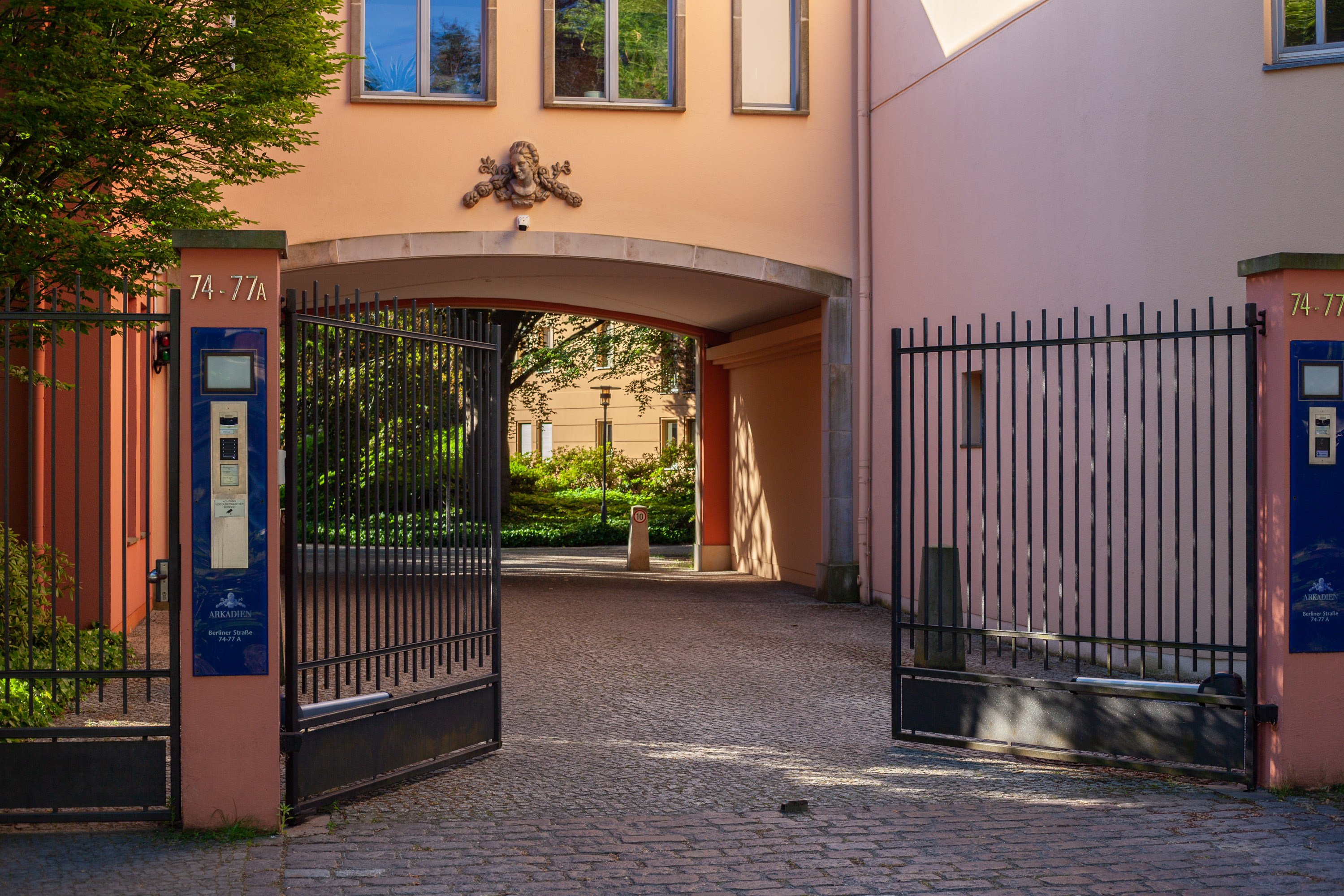
Eingang der Arkadien-Wohnanlage in Potsdam

Das bekannteste Beispiel in Deutschland für eine Gated Community ist die Arcadia-Wohnanlage. Sie liegt am Ufer der Havel in der UNESCO-geschützten Parklandschaft Potsdams und bietet auf einer Fläche von ca. 30.000 m² Platz für acht Villen und 43 Wohnungen. Die Wohnanlage lässt einen Ausblick auf die Schlösser Babelsberg und Glienicke zu und verfügt über eine eigene Grünanlage, ist umzäunt und wird mit Kameras überwacht. Hinzu kommen die „Doormen“, die die Anlage überwachen. Zusätzliche Dienste werden in der Wohnanlage zudem angeboten, wie z. B. Hol-, Bring- oder auch Reparaturdienste. Jedoch blieb der erwartete Erfolg der Arcadia-Wohnanlage als eine Gated Community aus. Eine der Ursachen hierfür wird in der Lage zum Ufer gesehen. Dieses ist öffentlich zugänglich und garantiert für sich somit keine Exklusivität für die Bewohner.

#### Barbarossapark
2005 wurde im Zentrum von Aachen rund 200 m Luftlinie vom Marktplatz entfernt durch die Delius-Gruppe auf einer Brachfläche von 3.500 m² im Dreieck Pontstraße, Neupforte, Hirschgraben eine geschlossene Wohnanlage aus 29 luxuriösen Eigentumswohnungen mit dem Namen „Barbarossapark“ gebaut. Ein Stück der in die Anlage integrierten historischen Stadtmauer, ergänzt um einen 2,50 m hohen efeubewachsenen Drahtzaun, schirmt die Anwohner, die überwiegend dem Bildungsbürgertum zuzurechnen sind und deren Altersdurchschnitt über 50 Jahre liegt, von den umliegenden Wohngebieten ab. Der Zutritt erfolgt durch ein Gittertor mit Videoüberwachung in der Barbarossamauer.

#### Wohnanlage am Olympiapark
2000 wurden in München am Olympiaberg auf dem Gelände einer ehemaligen Molkerei zehn fünfgeschossige Häuser als Solitäre mit einer 22.000 m² großen Gartenlandschaft durch die Bayerische Hausbau erbaut. Im autofreien Hof in der Mitte der Anlage befinden sich ein von Bäumen umgebenes, vier Meter breites und 70 Meter langes Wasserbecken sowie fünf Kinderspielplätze. Eine zweieinhalb Meter hohe Mauer sowie ein eisernes Tor mit Videoüberwachung schützt die Bewohner vor unerwünschten Besuchern.

### Spanien:La Fincabei Madrid
Zahlreiche Fußballstars von Real Madrid wohnen in einer abgeschotteten Wohnanlage in nahezu baugleichen Häusern desselben Architekten, Joaquin Torres.

### Frankreich
Beispiele in Frankreich sind die Domaine Le Grand Duc in Mandelieu (bei Cannes) sowie Les Hauts de Vaugrenier und Domaine du Loup in Villeneuve-Loubet (bei Nizza).

### Mittel- und Osteuropa
In ganz Osteuropa sind nach 1990, vor allem aber nach 2000 geschlossene bewachte Wohnkomplexe entstanden, so in Sankt Petersburg, Warschau, Sofia, die meist jungen wohlhabenden Personengruppen und international tätigen Akteuren als Wohnstätten dienen. Der Staatsmacht wird der Schutz dieser Wohnungen nicht mehr zugetraut. Polen hat besonders viele solcher Siedlungen.

### Südafrika
Viele Angehörige der Ober- und Mittelschicht haben sich seit den 1990er Jahren in eingezäunte, extrem gesicherte Complexe (eingezäuntes Gelände, Gehege) zurückgezogen. Diese umfassen einzelne Häuser oder ganze Wohnanlagen. Während der Stromversorgungskrise im Boom 2007/2008 wurde der Strom in einzelnen Wohnvierteln stundenweise abgeschaltet. So häuften sich Einbrüche in den von Elektrozäunen gesicherten Wohnanlagen. Nach Einsetzen der Finanzkrise ging die Elektrizitätsnachfrage zurück und die Energieversorgung war wieder gesichert.

### China
In China entstehen nahezu alle neu gebauten Wohngebiete als Gated Communities. Sie sind stets eingezäunt, die Zugangskontrollen sind aber unterschiedlich stark ausgeprägt. Ihre Ursprünge haben chinesische Wohngebiete zum einen in den Dorfstrukturen des alten China, zum anderen in den Wohnkomplexen (Werkswohnungen) der Danweis, gedacht als Einheit von Wohnen und Arbeit. Um den stärker kollektivistischen Ursprung dieser Wohnform zu unterstreichen, wird zum Teil auch der Begriff „Enclosed Neighborhoods“ verwendet.
Da die überwiegende Mehrheit der Stadtbevölkerung in Gated Communities lebt, sind diese sozial akzeptiert; offen zugängliche Wohnkomplexe und freistehende Häuser sind in China unüblich. Bei der Planung von Gated Communities wird seitens der Behörden darauf geachtet, dass eine gewisse soziale Durchmischung gewährleistet ist. Zu Konflikten kann es dort kommen, wo innerhalb einer Gated Community die Bewohner billigerer Wohnungen und solche höherwertiger Wohnungen nicht gleichberechtigt auf die von der Gated Community angebotenen Dienstleistungen (z. B. Parkplätze oder Grünanlagen) zugreifen können. Es wird derzeit diskutiert, größere Straßen, die durch Gated Communities verlaufen, für den allgemeinen Verkehr freizugeben, um die öffentlichen Hauptstraßen zu entlasten; diese Vorschläge sorgen für kontroverse Diskussionen.

## Kritik
Kritiker bemängeln, dass Gated Communities der allgemeinen Öffentlichkeit nicht unbeschränkt zugänglich sind, dass also öffentlicher Raum verloren gehe. Auch wenn die Idee der „europäischen Stadt“ als offenes, demokratisches, sozial integriertes Gemeinwesen im Sinne eines normativen Ideals nie vollständig erfüllt wurde, sei doch die Planung daran zu bemessen.
Darüber hinaus wird kritisiert, dass die staatliche Verwaltung – je nach Art der Gated Community – einen Teil ihrer Planungs- und Verwaltungshoheit an die Träger der Wohnanlagen abgibt. Umgekehrt sei das Wuchern der Gated Communities ein Indikator für eine schwache Regulation der Stadtentwicklung (so z. B. in Istanbul). Studien aus England und Frankreich belegen, dass die öffentlichen Verwaltungen unter dem Druck von Immobilienanbietern auf Einsprüche gegen unerwünschte Eigenschaften der Gated Communities verzichten. Insbesondere wenn es – wie in Frankreich – Anbietern gelingt, ihre Leistungen als „innovativ“ – z. B. im Hinblick auf die öffentliche Sicherheitsdebatte – zu verkaufen, tritt die Verwaltung einen Teil ihrer Planungsfunktion ab. Umgekehrt gelingt es ab und zu, traditionelle geschlossene Wohnkomplexe unter dem Druck der Anwohner zu öffnen.
Oft wird den Gated Communities seitens ihrer Kritiker auch Segregation und soziale Abgrenzung gegenüber dem Umfeld vorgeworfen. Dabei bestehe die Gefahr der (Selbst-)Isolierung und Fixierung der Bewohner auf ihre Community, was den Zusammenhalt der Gesamtgesellschaft gefährde, da es für die Bewohner der Gated Community dann keinen Grund mehr gebe, sich für die Behebung von Problemen im öffentlichen Raum einzusetzen, da sie diese Probleme nicht betreffen bzw. von ihnen gar nicht wahrgenommen werden. Die Kritik ähnelt in diesem Punkt jener an so genannten Parallelgesellschaften.
Demgegenüber kommen Analysen von Gated Communities in Osteuropa zu dem Schluss, dass sich die meisten Einwohner untereinander gar nicht kennen, dass sie also auch kein Interesse an sozialem Zusammenhalt und an einer Vernetzung haben. Es handele sich um eine Wohnpräferenz einkommensstarker Bevölkerungsschichten, die der lokalen Wohnungsmarktsituation mit ihrem Mangel an sauberen und sicheren Wohnlagen, vor allem aber den Sauberkeit und Sicherheit versprechenden Angebotsstrategien internationaler Immobilienbetreiber geschuldet sei.
Aus Sicht von Kritikern seien einige Gated Communities durch strikte Regulierung gekennzeichnet. So existieren Vorschriften zur Instandhaltung von Häusern und Pflege von Gärten (Mindestbudgets für Bepflanzungen, Brutregelungen für Vögel, Unkrautbeseitigung), Besuchs- und Untervermietungsbeschränkungen („rental restrictions“), Regeln, die in die persönliche Lebensplanung eingreifen und andere soziale und optische Regelungen bis hin zu speziellen Naturschutz- oder Katastrophenschutzplänen nur für die Wohnanlage. U. a. wird in verschiedenen Gated Communities der USA von den Parzelleneigentümern der Abschluss einer teuren Versicherung gefordert, damit ihre Häuser nach Hurricanes nicht als Ruinen leer stehen. In Florida ist der Wohnungseigentümer nur noch für die Stromkosten zuständig und wird dadurch fast in einen Mieter verwandelt; alle anderen Serviceleistungen werden über eine Community Fee abgegolten. Der Gründer einer Gated Community entscheidet in vielen Fällen auch über Mitgliedschaft und Ausschluss und ist die letzte Instanz in allen Streitigkeiten. In Gated Communities werden diese Regeln jedoch per privatrechtlichem Vertrag vereinbart und nicht durch staatliche Vorschriften gesetzt.

## Synonyme
- Condomínios fechados und Condomínios exclusivos in Portugal und Brasilien
- Barrios cerrados, Barrios privados und Urbanizaciones cerradas in Venezuela, Argentinien und Ecuador
- Country Club in Argentinien
- Condominios verticales, gesicherte Apartmenthochhäuser, die vornehmlich für die Ober- und Mittelschicht errichtet werden. Eine Spezialform ist der sogenannte Torre jardin, ebenfalls ein Apartmenthochhaus, das jedoch von der Straßenfront zurückgesetzt ist und über eine private Grünfläche verfügt, die ausschließlich den Bewohnern zugänglich ist.
- Ensembles résidentiels clos in Frankreich, etwa Villa Montmorency im 16. Arrondissement von Paris[36]
- Osiedla strzeżone, Osiedla (o)grodzone, Osiedla zamknięte in Polen